# エピルビシン
エピルビシン（epirubicin, Epi-ADM）は、1975年にイタリアのファルミタリア カルロエルバ社（現:ファイザー株式会社）のF. Arcamoneらによって合成・開発されたアントラサイクリン系の抗腫瘍性抗生物質製剤（抗がん剤）。塩酸塩が市販されており、商品名はファルモルビシン（販売: ファイザー / 協和発酵キリン）、後発医薬品として、塩酸エピルビシン（販売: マイラン製薬など）。
ドキソルビシンの4'位のヒドロキシ基が反転した立体異性体（エピマー）であり、同様の作用機序で抗腫瘍性を示すが、毒性（特に心毒性）が少ないことが特徴である。

## 効能・効果
- 急性白血病、悪性リンパ腫、乳癌、卵巣癌、胃癌、肝癌、尿路上皮癌（膀胱癌、腎盂・尿管腫瘍）
- 他の抗悪性腫瘍剤との併用で以下の悪性腫瘍
  - 乳癌（手術可能例における術前、あるいは術後化学療法）

## 重大な副作用
心筋障害、骨髄抑制、ショック、間質性肺炎、萎縮膀胱、肝・胆道障害、胃潰瘍、十二指腸潰瘍

### 心毒性
エピルビシンは、他のアントラサイクリン系抗がん剤と同様、蓄積性の心毒性が現れる恐れがある。そのため、他のアントラサイクリン系薬剤による前治療が限界量（塩酸ドキソルビシンでは総投与量が500 mg/m2、塩酸ダウノルビシンでは総投与量が25 mg/kg）に達している患者には投与禁忌となっている。また、アントラサイクリン系薬剤未治療の場合においても、エピルビシンの総投与量が900 mg/m2を超えると、鬱血性心不全の発現率が増加することから、ほとんどの場合これを上限とした投薬計画が立てられる。

## 作用機序
ドキソルビシンと同様、腫瘍細胞のDNAと結合することにより、DNAとRNAの生合成を抑制する。
細胞周期においては、S期および初期G2期において、最大の抗腫瘍効果を発揮する。